# Оукфілд (селище, Нью-Йорк)
Оукфілд (англ. Oakfield) — селище (англ. village) в США, в окрузі Дженесі штату Нью-Йорк. Населення — 1812 особи (2020).

## Географія
Оукфілд розташований за координатами 43°3′54″ пн. ш. 78°16′16″ зх. д. / 43.06500° пн. ш. 78.27111° зх. д. (43.064958, -78.271018).  За даними Бюро перепису населення США в 2010 році селище мало площу 1,71 км², уся площа — суходіл.

## Демографія
Згідно з переписом 2010 року, у селищі мешкало 1813 осіб у 650 домогосподарствах у складі 466 родин. Густота населення становила 1060 осіб/км².  Було 701 помешкання (410/км²).
Расовий склад населення:
| - 95,3 % — білих - 1,8 % — чорних або афроамериканців - 0,5 % — корінних американців - 0,3 % — азіатів |

До двох чи більше рас належало 1,5 %. Частка іспаномовних становила 3,0 % від усіх жителів.
За віковим діапазоном населення розподілялося таким чином: 28,0 % — особи молодші 18 років, 61,8 % — особи у віці 18—64 років, 10,2 % — особи у віці 65 років та старші. Медіана віку мешканця становила 34,1 року. На 100 осіб жіночої статі у селищі припадало 90,8 чоловіків;  на 100 жінок у віці від 18 років та старших — 88,5 чоловіків також старших 18 років.
Середній дохід на одне домашнє господарство  становив 59 229 доларів США (медіана — 52 702), а середній дохід на одну сім'ю — 68 665 доларів (медіана — 64 265). Медіана доходів становила 40 880 доларів для чоловіків та 30 927 доларів для жінок. За межею бідності перебувало 10,0 % осіб, у тому числі 15,9 % дітей у віці до 18 років та 3,0 % осіб у віці 65 років та старших.
Цивільне працевлаштоване населення становило 878 осіб. Основні галузі зайнятості: освіта, охорона здоров'я та соціальна допомога — 20,7 %, мистецтво, розваги та відпочинок — 15,7 %, роздрібна торгівля — 14,0 %, виробництво — 13,3 %.